# Крізь брами українських часів
«Крізь брами українських часів» — цикл фантастично-пригодницьких романів українського письменника Костянтина Матвієнка. Складається з чотирьох романів у жанрі урбаністичного фентезі. За іншими оцінками жанр циклу визначається як «соціо-політичне фентезі»

## Сюжет романів
Цикл оповідає про пригоди кількох молодих друзів, які за допомогою магічних артефактів мандрують часо-простором у різні ключові моменти історії Києва. Відправною точкою подорожей є період між двома українськими революціями початку XXI століття – між першим і другим Майданами. Героям книжок доводиться чинити опір диверсіям співробітників «Центру історичних корекцій Федерації» (ЦІК Фе). Вороги з «Федерації» прагнуть змінити світову історію таким чином, щоб Україна ніколи не виникла. У боротьбі з ними героям допомагають «підлітки — сутності світу невидимого»: старокиївський домовик та демон.
На сторінках циклу містяться посилання на статті у Вікіпедії, щодо історичних осіб, подій та локацій на тлі яких розвиваються сюжети романів. 
До циклу входять романи:
1. «Час настав» («Теза», 2008, 2011)
2. «Гроза над Славутичем» («Теза», 2009)
3. «Багряні крила» («Теза», «Фоліо» 2010)
4. «Добрий шлях» («Теза», «Фоліо» 2011)

Найбільш знакові герої: Аскольд Четвертинський, Лахудрик Пенатій, та Андрій Первозваний.